# Бене Вађена
Бене Вађена (итал. Bene Vagienna) је насеље у Италији у округу Кунео, региону Пијемонт.
Према процени из 2011. у насељу је живело 1977 становника. Насеље се налази на надморској висини од 352 м.

## Становништво
| 1931. | 1936. | 1951. | 1961. | 1971. | 1981. | 1991. | 2001. | 2011. |
| ----- | ----- | ----- | ----- | ----- | ----- | ----- | ----- | ----- |
| 5.907 | 5.421 | 4.697 | 4.013 | 3.528 | 3.255 | 3.193 | 3.299 | 3.671 |